# Dropropizine
Dropropizine (hay dipropizine) là một thuốc giảm ho  được bán ở một số nước châu Phi như Congo.